# Seltindur (bergstopp i Island, Austurland, lat 64,41, long -15,19)
Seltindur är en bergstopp i republiken Island. Den ligger i regionen Austurland, 300 km öster om huvudstaden Reykjavík. Toppen på Seltindur är 998 meter över havet.
Trakten runt Seltindur är nära nog obefolkad, med mindre än två invånare per kvadratkilometer. Närmaste större samhälle är Höfn, omkring 18 kilometer söder om Seltindur. Trakten runt Seltindur består i huvudsak av gräsmarker.